# Messerschmitt Bf 162
Le Messerschmitt Bf 162 est un bombardier léger conçu en Allemagne nazie avant la Seconde Guerre mondiale. Il n'a jamais été produit en série. Seuls trois prototypes ont été construits.

## Conception

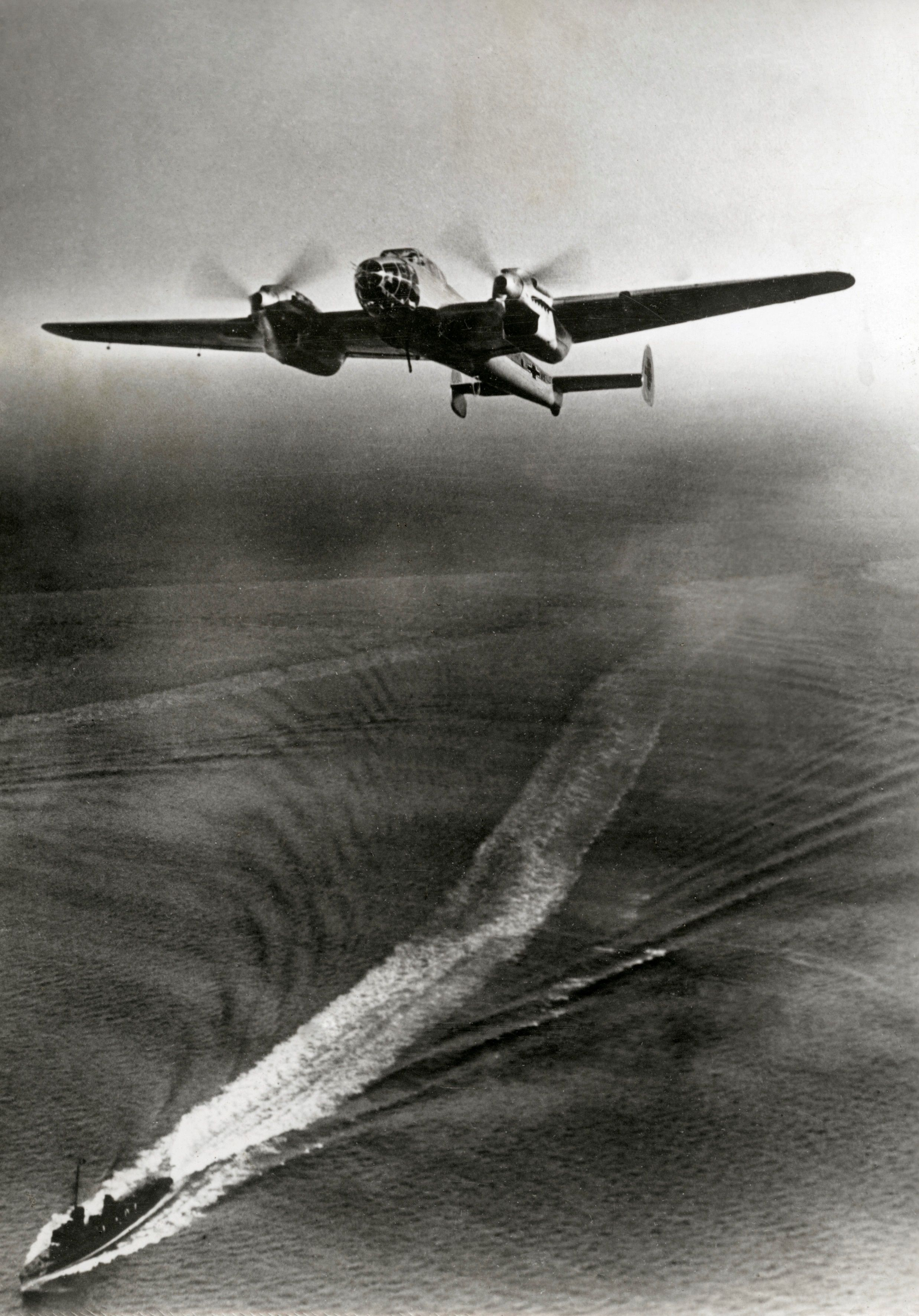
Image du « Messerschmitt Jaguar » diffusée par la propagande.

En 1935, le Ministère de l'Aviation du Reich (RLM) lance un appel d'offres pour un nouveau Schnellbomber (bombardier léger rapide). Le Bf 162 est la réponse de Messerschmitt à cette demande, en compétition Junkers Ju 88 et Henschel Hs 127. Alors que ses deux concurrents proposent des avions entièrement nouveaux, Messerschmitt est parti du chasseur bimoteur Bf 110 et en conserve la plupart des éléments (ailes, moteurs, train d'atterrissage, une grande partie de la structure du fuselage...). Un habitacle vitré est aménagé dans le nez pour un troisième membre d'équipage, l'officier bombardier. Conformément à la doctrine d'emploi du Schellbomber, l'armement défensif est limité : deux mitrailleuses MG 15 de petit calibre, l'une dans le nez, l'autre dans une tourelle arrière utilisée par le deuxième membre d'équipage, qui est aussi opérateur radio. Le ventre de l'avion contient une soute à bombe pour dix petites bombes de 50 kg. Deux bombes de 250 kg peuvent en outre être emportées comme charges externes. Une autre version est développée en parallèle comme avion de reconnaissance, le Bf 161. Le premier prototype (deux autres sont construits) de Bf 162 vole en 1937. Cependant, après les essais, le Ju 88 est choisi pour la production en série, entraînant l'abandon de l'appareil. 
Afin de créer la confusion chez les forces adverses, la Luftwaffe utilise cependant des photos du prototype sur des brochures de propagande, le présentant comme un nouveau modèle d'appareil qui entre en service. Il est alors surnommé Messerschmitt Jaguar.